# Хассанали, Нур Мухаммед
Нур Мухаммед Хассанали (англ. Noor Mohamed Hassanali; 13 августа 1918, Сан-Фернандо, Тринидад и Тобаго — 25 августа 2006, Тринидад и Тобаго) — тринидадо-тобагианский судья, государственный и политический деятель. Президент Тринидада и Тобаго (1987—1997). Был первым мусульманином, занимавшим пост главы государства на Американском континенте.

## Биография
Был шестым ребёнком в семье. После окончания колледжа Напарима он преподавал там же с 1938 по 1943 год. В 1943 году прибыл в Канаду для учёбы в Торонтском университете. С 1948 по 1953 год Хассанали работал юристом в частной практике. В 1960 году он был назначен старшим магистратом и в том же году был назначен старшим адвокатом короны Генеральной прокуроры. В 1965 году он был назначен помощником генерального адвоката, а через год стал судьёй Верховного суда. С 1978 года Хассанали работал в апелляционном суде.
Дважды избирался на должность президента Тринидада и Тобаго, в 1987 и 1992 году. Он считается одним из самых нейтральных, сдержанных и достойных фигур в истории страны. После вступления в должность президента в 1987 году о нём говорили как о честном человеке с безупречной репутацией. Будучи мусульманином, Хассанали запретил подавать алкогольные напитки в президентском Доме. Когда в конце июля 1990 года президент пребывал с визитом в Лондоне, на его родине радикальная исламистская группировка «Джамаат аль-Муслимин» предприняла попытку государственного переворота, взяв заложников, включая премьер-министра Артура Наполеона Реймонда Робинсона, но 1 августа были вынуждены сдаться.
Был женат на Залайхар Мухаммед и имел двух детей, Халид и Амину. Он любил играть в футбол и выступал за колледж Напарима. В 2003 году он опубликовал книгу своих речей. Его брат, Физул Хассанали написал две книги по крикету.
Нур Мухаммед Хассанали умер 25 августа 2006 года.